# Gymnelus retrodorsalis
Gymnelus retrodorsalis es una especie de pez de la familia de los Zoarcidae en el orden de los perciformes.

## Morfología
- Los machos pueden llegar a alcanzar los 14 cm de longitud total y 4,6 g de peso.[1][2]

## Hábitat
Es un pez de mar de clima templado que vive entre los 8-481 m de profundidad.

## Distribución geográfica
Se encuentra desde el Océano Ártico hasta el Atlántico nororiental: Nunavut, Groenlandia, Jan Mayen y desde Spitsbergen hasta el Mar de Láptev.

## Costumbres
Es de costumbres bentos.

## Observaciones
Es inofensivo para los humanos. 